# Joe Jones (Radsportler)
Joseph „Joe“ Jones (* 30. September 1944 in Llangollen) ist ein ehemaliger kanadischer Radrennfahrer.

## Sportliche Laufbahn
Jones war Straßenradsportler und Teilnehmer der Olympischen Sommerspiele 1968 in Mexiko-Stadt. Das olympische Straßenrennen beendete er auf dem 64. und damit letzten Platz. Im Mannschaftszeitfahren kam Kanada mit Joe Jones, Jules Béland, Marcel Roy und Yves Landry auf den 25. Rang. 1968 wurde er nationaler Meister im Straßenrennen.